# Rollingstone
Rollingstone és una població dels Estats Units a l'estat de Minnesota. Segons el cens del 2000 tenia 697 habitants.

## Demografia
Segons el cens del 2000, Rollingstone tenia 697 habitants, 245 habitatges, i 203 famílies. La densitat de població era de 585 habitants per km².
Dels 245 habitatges en un 49,4% hi vivien nens de menys de 18 anys, en un 68,6% hi vivien parelles casades, en un 12,2% dones solteres, i en un 17,1% no eren unitats familiars. En el 13,5% dels habitatges hi vivien persones soles el 7,8% de les quals corresponia a persones de 65 anys o més que vivien soles. El nombre mitjà de persones vivint en cada habitatge era de 2,84 i el nombre mitjà de persones que vivien en cada família era de 3,14.
Per edats la població es repartia de la següent manera: un 31,9% tenia menys de 18 anys, un 6,9% entre 18 i 24, un 30,8% entre 25 i 44, un 19,8% de 45 a 60 i un 10,6% 65 anys o més.
L'edat mediana era de 34 anys. Per cada 100 dones de 18 o més anys hi havia 90,8 homes.
La renda mediana per habitatge era de 45.000 $ i la renda mediana per família de 49.083 $. Els homes tenien una renda mediana de 34.250 $ mentre que les dones 23.750 $. La renda per capita de la població era de 17.294 $. Entorn de l'1,6% de les famílies i el 2,5% de la població estaven per davall del llindar de pobresa.

## Poblacions properes
El següent diagrama mostra les poblacions més properes.